# الزعلاء (السدة)

تعديل مصدري - تعديل

الزعلاء هي إحدى قرى عزلة الزعلاء بمديرية السدة التابعة لمحافظة إب، بلغ تعداد سكانها 195 نسمة حسب تعداد اليمن لعام 2004.